# Assalto do Passo Cidra
O assalto do Passo Cidra foi uma operação militar aliada durante a Guerra do Paraguai, ocorrida no dia 20 de maio de 1866 em Estero Belaco, Paraguai. A ação consistiu no assalto de forças brasileiras do 2.º Batalhão de Infantaria, sob o comando de Vanderlei Lins, subordinado do general uruguaio Venâncio Flores, a uma posição entrincheirada paraguaia, defendida por homens do tenente-coronel Avelino Cabral. A operação foi bem sucedida, com a tomada da posição e liberação do caminho para a marcha aliada.